# يوري بافين
يوري بافين (بالروسية: Юрий Сергеевич Бавин)‏ (5 فبراير 1994 في روسيا - ) هو لاعب كرة قدم روسي في مركز الوسط. لعب مع زينيت سانت بطرسبرغ ونادي سيسكا موسكو ويو دي ليريا وFC Zenit-2 Saint Petersburg ‏.

## وصلات خارجية
- يوري بافين على موقع قاعدة بيانات كرة القدم.إي يو (الإنجليزية)
- يوري بافين على موقع Soccerbase.com (لاعب) (الإنجليزية)
- يوري بافين على موقع Soccerway.com (الإنجليزية)
- يوري بافين على موقع عالم كرة القدم.نت (الإنجليزية)